# Génération Albator
Pour les articles homonymes, voir Albator (homonymie).
Génération Albator était une émission jeunesse diffusée sur France 3 du 24 décembre 1998 au 25 décembre 2000.

## Diffusion
France 3 a diffusé 5 émissions de Génération Albator:
- 24 décembre 1998
- 24 février 1999
- 5 avril 1999
- 24 décembre 1999
- 25 décembre 2000

## Programmes

### Séries
- Albator 78
- Albator 84
- Capitaine Flam
- Chapi Chapo
- Clementine
- Dan et Danny
- Goldorak
- Gribouille
- Jayce et les Conquérants de la lumière
- Lady Oscar
- La Linéa
- La Noiraude
- Les Chevaliers du zodiaque
- Mio Mao
- Nicky Larson
- Quaq quao
- Queen Emeraldas
- Signé Cat's Eyes
- Tom Sawyer
- Trajectoires
- Ulysse 31
- Wattoo Wattoo

### Film
- Goldorak : l'attaque du dragosaure
- Goldorak contre Great Mazinger